# Novo Selo Glinsko
Novo Selo Glinsko es una localidad de Croacia en el ejido de la ciudad de Glina, condado de Sisak-Moslavina.

## Geografía
Se encuentra a una altitud de 155 m s. n. m. a 73,2 km de la capital nacional, Zagreb.

## Demografía
En el censo 2011, el total de población de la localidad fue de 119 habitantes.
| Gráfica de población de Novo Selo Glinsko 1857-2011                 |
|                                                                     |
| Según los censos de población de la oficina estadística de Croacia. |